# Profinet

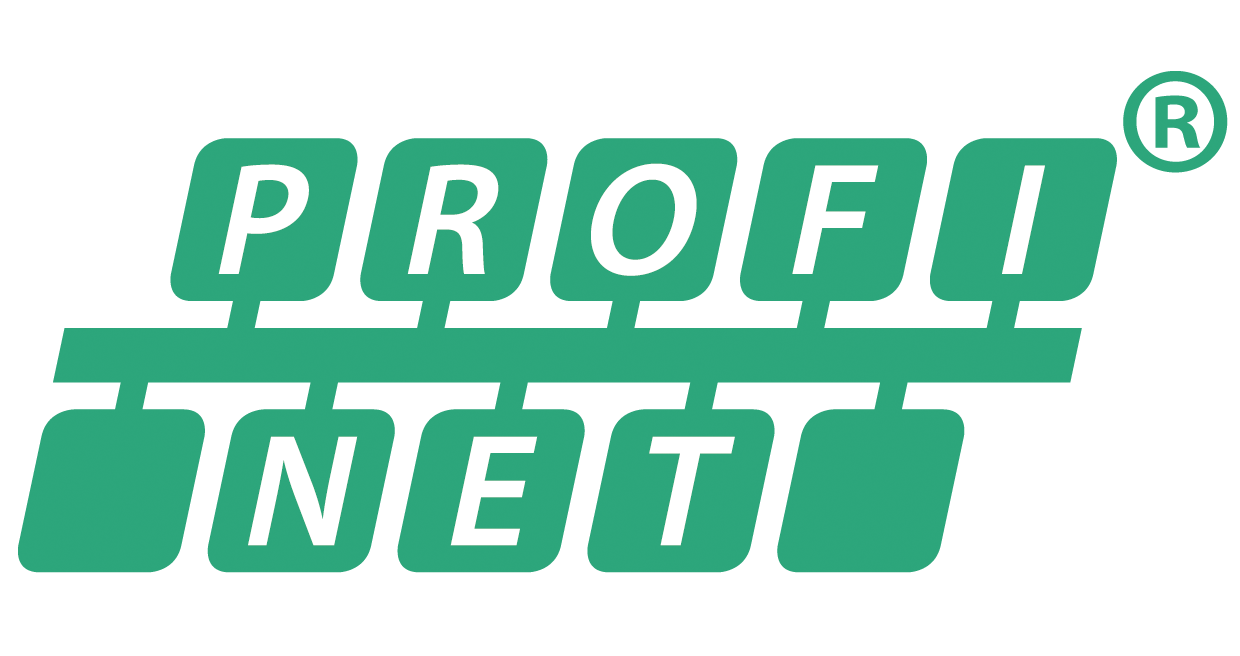
Logo PROFINET

Profinet (thường được viết thành là PROFINET, như một từ viết tắt của Process Field Net) là một tiêu chuẩn kỹ thuật công nghiệp để truyền dữ liệu qua Ethernet công nghiệp, được thiết kế để thu thập dữ liệu từ và điều khiển thiết bị trong các hệ thống công nghiệp, với sức mạnh đặc biệt trong việc cung cấp dữ liệu theo hạn chế thời gian chặt chẽ (theo thứ tự 1ms trở xuống). Tiêu chuẩn này được  PROFIBUS & PROFINET International (PI), một tổ chức ô có trụ sở tại Karlsruhe, Đức duy trì và hỗ trợ.

## Chức năng

### Thiết bị ngoại vi
Giao diện với các thiết bị ngoại vi được PROFINET IO triển khai.  Nó xác định giao tiếp với các thiết bị ngoại vi kết nối trường. Cơ sở của nó là một khái niệm thời gian thực xếp tầng. PROFINET IO định nghĩa toàn bộ trao đổi dữ liệu giữa các bộ điều khiển (được gọi là "Bộ điều khiển IO") và các thiết bị (được gọi là "Thiết bị IO"), cũng như chẩn đoán và cài đặt tham số. Bộ điều khiển IO thường là PLC, DCS hoặc IPC; trong khi IO-Devices có thể được thay đổi: khối I / O, ổ đĩa, cảm biến hoặc bộ truyền động. PROFINET được thiết kế để trao đổi dữ liệu nhanh giữa các thiết bị trường dựa trên Ethernet và theo mô hình nhà cung cấp-người tiêu dùng.  Các thiết bị trường trong dòng PROFIBUS cấp dưới có thể được tích hợp trong hệ thống PROFINET một cách liền mạch thông qua IO-Proxy (đại diện của hệ thống xe buýt cấp dưới). Nhà phát triển thiết bị có thể triển khai PROFINET với bất kỳ bộ điều khiển Ethernet thương mại nào.  Nó rất phù hợp để trao đổi dữ liệu với thời gian chu kỳ bus trong vài ms. Cấu hình của Hệ thống IO tương tự như PROFIBUS.

### Các lớp phù hợp (Conformance Classes)
Các ứng dụng với PROFINET có thể được chia theo tiêu chuẩn quốc tế IEC 61784-2 thành ba lớp phù hợp:
- Trong Conformance Class A (CC-A), chỉ các thiết bị được chứng nhận. Một chứng chỉ nhà sản xuất là đủ cho cơ sở hạ tầng mạng. Đây là lý do tại sao cáp có cấu trúc hoặc mạng cục bộ không dây cho thuê bao di động cũng có thể được sử dụng. Các ứng dụng điển hình có thể được tìm thấy trong cơ sở hạ tầng (ví dụ đường hầm đường cao tốc hoặc đường sắt) hoặc trong tự động hóa tòa nhà.
- Conformance Class B (CC-B) quy định rằng cơ sở hạ tầng mạng cũng bao gồm các sản phẩm được chứng nhận và được cấu trúc theo các hướng dẫn của PROFINET IO. Cáp được bảo vệ tăng cường độ mạnh mẽ và các công tắc có chức năng quản lý tạo điều kiện cho chẩn đoán mạng và cho phép cấu trúc liên kết mạng được mong muốn để điều khiển dây chuyền sản xuất hoặc máy. Tự động hóa quá trình đòi hỏi tăng tính sẵn sàng, có thể đạt được thông qua phương tiện dự phòng và hệ thống. Để một thiết bị tuân thủ Lớp B phù hợp, thiết bị phải giao tiếp thành công qua PROFINET RT, có hai cổng (công tắc tích hợp) và hỗ trợ SNMP.
- Với Conformance Class C (CC-C), các hệ thống định vị có thể được triển khai với việc đặt trước băng thông bổ sung và đồng bộ hóa ứng dụng. Thiết bị phù hợp với lớp C giao tiếp bổ sung qua PROFINET IRT.
- Kể từ PROFINET V2.4 (tháng 6 năm 2019), Conformance Class (CC-D) đã được giới thiệu tương ứng với CC-B và CC-C, ngoại trừ giao tiếp qua Ethernet Mạng nhạy cảm thời gian được chỉ định.

## Công nghệ
Ba cấp độ giao thức được xác định:
- TCP/IP cho dữ liệu không quan trọng về thời gian và vận hành nhà máy [2] với thời gian phản ứng trong phạm vi 100   Cô
- Giao thức RT (Thời gian thực) cho các ứng dụng PROFINET  với tối đa 10   thời gian chu kỳ ms
- IRT (Isochronous Real-Time) cho các ứng dụng PROFINET trong các hệ thống ổ đĩa  với chu kỳ thời gian dưới 1ms